# Władysław Zakrzewski (podpułkownik)
Władysław Zakrzewski herbu Wyssogota (ur. 7 stycznia 1894 we Wrocławiu, zm. 9 maja 1981 w Argentynie) – podpułkownik piechoty Wojska Polskiego, kawaler Orderu Virtuti Militari.

## Życiorys
Był prawnukiem Ludwika Wyssogota-Zakrzewskiego (1802–1886) – powstaniec listopadowy, urzędnik, właściciel majątku Kokorzyn, wnukiem Władysława Teodora Wyssogota-Zakrzewskiego (1837–1893) – poseł na Sejm w Berlinie, synem Witolda Wyssogota-Zakrzewski (1865–1924) – radca województwa poznańskiego i Zofii Wyskota Zakrzewskiej (zm. 1905). Miał siostrę Halinę (1895–).
Absolwent gimnazjum w 1914 roku. Po wybuchu I wojny światowej został powołany do Armii Cesarstwa Niemieckiego i w jej szeregach służył na froncie zachodnim. Uzyskał stopień porucznika. W 1918 roku przedostał się do Poznania, gdzie współorganizował wzniecenie powstania wielkopolskiego i został szefem sztabu tzw. „Grupy Palucha”. Wstąpił do Wojska Polskiego. Został mianowany kapitanem piechoty. 26 sierpnia 1919 roku głównodowodzący Wojsk Polskich b. zaboru pruskiego przeniósł kpt. W. Zakrzewskiego z Dowództwa Głównego „do Sztabu 4 Dywizji Strzelców w celu pełnienia obowiązków Szefa Sztabu Dywizji”. Podczas symbolicznych zaślubin Polski z morzem 10 i 11 lutego 1920 roku w Pucku, był obok gen. dyw. Józefa Hallera jedynym oficerem, który wjechał konno z brzegu do wody. 
3 maja 1922 roku został zweryfikowany w stopniu kapitana ze starszeństwem z 1 czerwca 1919 roku i 1002. lokatą w korpusie oficerów piechoty, a jego oddziałem macierzystym był 57 Pułk Piechoty Wielkopolskiej w Poznaniu. Przysługiwał mu wówczas tytuł „oficer przydzielony do Sztabu Generalnego”.
Jako dowódca batalionu tej jednostki brał udział w wojnie polsko-bolszewickiej. W 1923 roku pełnił służbę w Ekspozyturze Oddziału II SG Nr 3 w Poznaniu, pozostając oficerem nadetatowym 57 pp. 2 listopada tego roku został przydzielony do macierzystego pułku z równoczesnym odkomenderowaniem na roczny kurs doszkolenia w Wyższej Szkole Wojennej w Warszawie. Kursu nie ukończył. 1 kwietnia wrócił do 57 pp na stanowisko pełniącego obowiązki dowódcy I batalionu. 3 maja 1926 roku został mianowany majorem ze starszeństwem z dniem 1 lipca 1925 roku i 10. lokatą w korpusie oficerów piechoty. Jako dowódca I batalionu 57 pułku piechoty wziął udział w zamachu majowym 1926 po stronie rządu i Prezydenta RP Stanisława Wojciechowskiego. 31 marca 1927 roku został przeniesiony do 52 pułku piechoty Strzelców Kresowych w Złoczowie na stanowisko kwatermistrza. Z dniem 31 października 1928 roku został przeniesiony w stan spoczynku.
Jako emerytowany oficer ukończył studia ekonomiczne z tytułem magistra. Obejmował posady handlowo-administracyjne. Był zatrudniony w przedsiębiorstwie Lignoza.
Po wybuchu II wojny światowej i kampanii wrześniowej 1939 roku trafił do niewoli, z której odzyskał wolność po kilku miesiącach. Zamieszkał w Warszawie. Tam podczas okupacji niemieckiej został oficerem Armii Krajowej. Był poszukiwany przez Gestapo. Po pierwszym aresztowaniu uciekł, po drugim aresztowaniu został oswobodzony podczas przeprowadzonej akcji pod Arsenałem 26 marca 1943 roku (w obu przypadkach był przetrzymywany na Pawiaku), po trzecim aresztowaniu został przewieziony do obozu koncentracyjnego Mittelbau-Dora. Tam u kresu wojny został uwolniony w 1945 przez aliantów. Decyzją rządu RP na uchodźstwie w uzgodnieniu z dowództwem AK został awansowany do stopnia podpułkownika.
Po wojnie i krótkim pobycie w Polsce, przeniósł się do Wielkiej Brytanii, a stamtąd wyjechał do Argentyny (w tym kraju na początku XX wieku przebywał jego ojciec). Tam zmarł 8 maja 1981.
Jego żoną była Zofia z domu Kruk (1907–), z którą miał synów Ryszarda (1937–), Macieja (1939–) i Andrzeja (1943–).

## Ordery i odznaczenia
- Krzyż Srebrny Orderu Wojskowego Virtuti Militari nr 4724 (1922)[11][12]
- Krzyż Niepodległości (20 lipca 1932)[13][14]
- Krzyż Oficerski Orderu Odrodzenia Polski
- Krzyż Kawalerski Orderu Odrodzenia Polski[12] (2 maja 1923)[15][16][17]
- Krzyż Walecznych (dwukrotnie)[12]
- Medal Pamiątkowy za Wojnę 1918–1921[18]
- Medal Dziesięciolecia Odzyskanej Niepodległości[18]
- Krzyż Komandorski Orderu Św. Sawy (Jugosławia)[19]